# Edmond de Grimberghe
Edmond de Grimberghe, né le 27 février 1865 à Köniz et mort le 10 mai 1920 à Paris, est un peintre belge.

## Biographie
Edmond Jules Adelbert Helman, comte de Grimberghe est le fils de Gérard Armand Roger Helman, vicomte de Grimberghe, ministre royal belge, et d'Elisa Kurtz.
Élève de Gustave Boulanger et de Jules Lefebvre, il expose au Salon à partir de 1892.
Le 28 juin 1895, à bord du ballon de 1 000 m3 d'Henri Lachambre, reliant Paris à Rozoy-sur-Serre et atteignant l'altitude maximale de 4 200 m, il peint plusieurs paysages « célestes ».
En 1900, il part traquer le fauve en Abyssinie avec le peintre Aimé Morot, gendre de Jean-Léon Gérôme.
Au Salon de Bruxelles de 1903, il expose La Muse du Soir.
En 1906, il est élevé au grade de chevalier de la Légion d'honneur.
Il meurt célibataire à l'âge de 55 ans à son domicile de la rue Huysmans.

## Postérité
- Une rue porte son nom à Molenbeek-Saint-Jean.